# Třebom

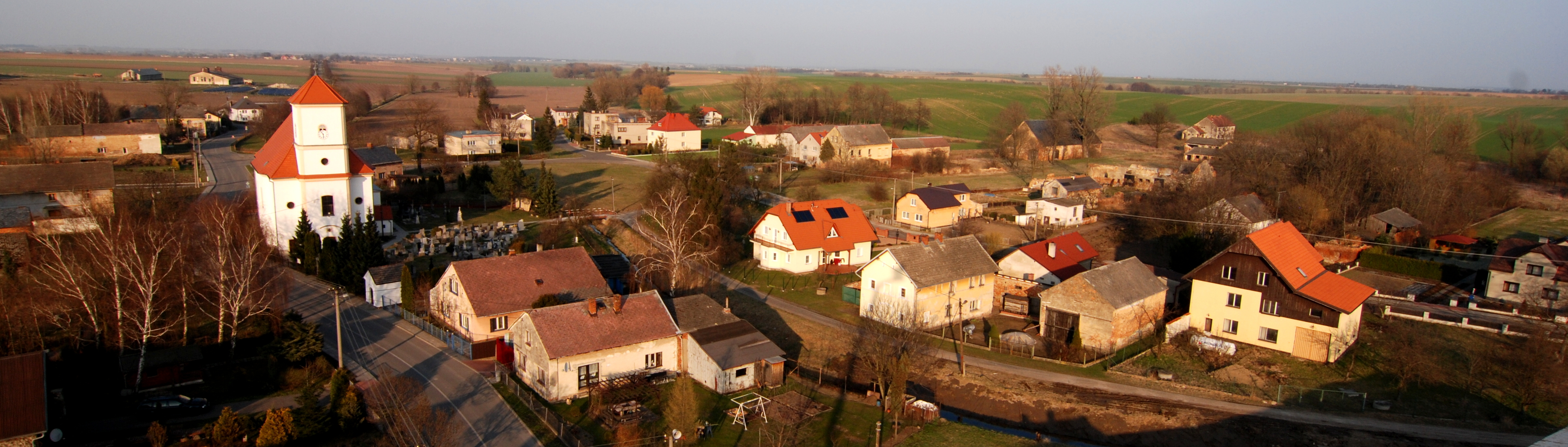
Luftbild vom Dorfplatz

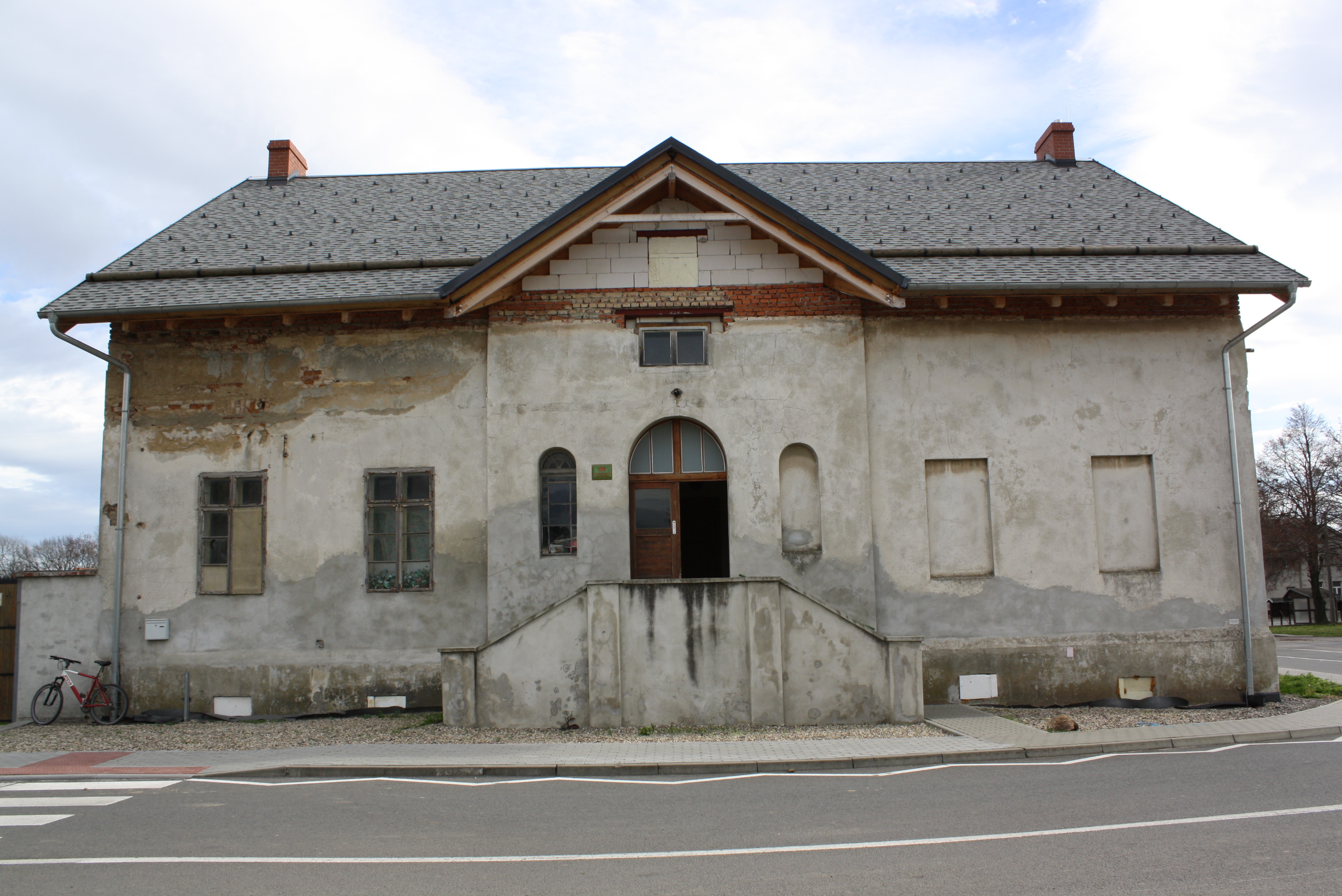
Ehemaliges Erbgericht

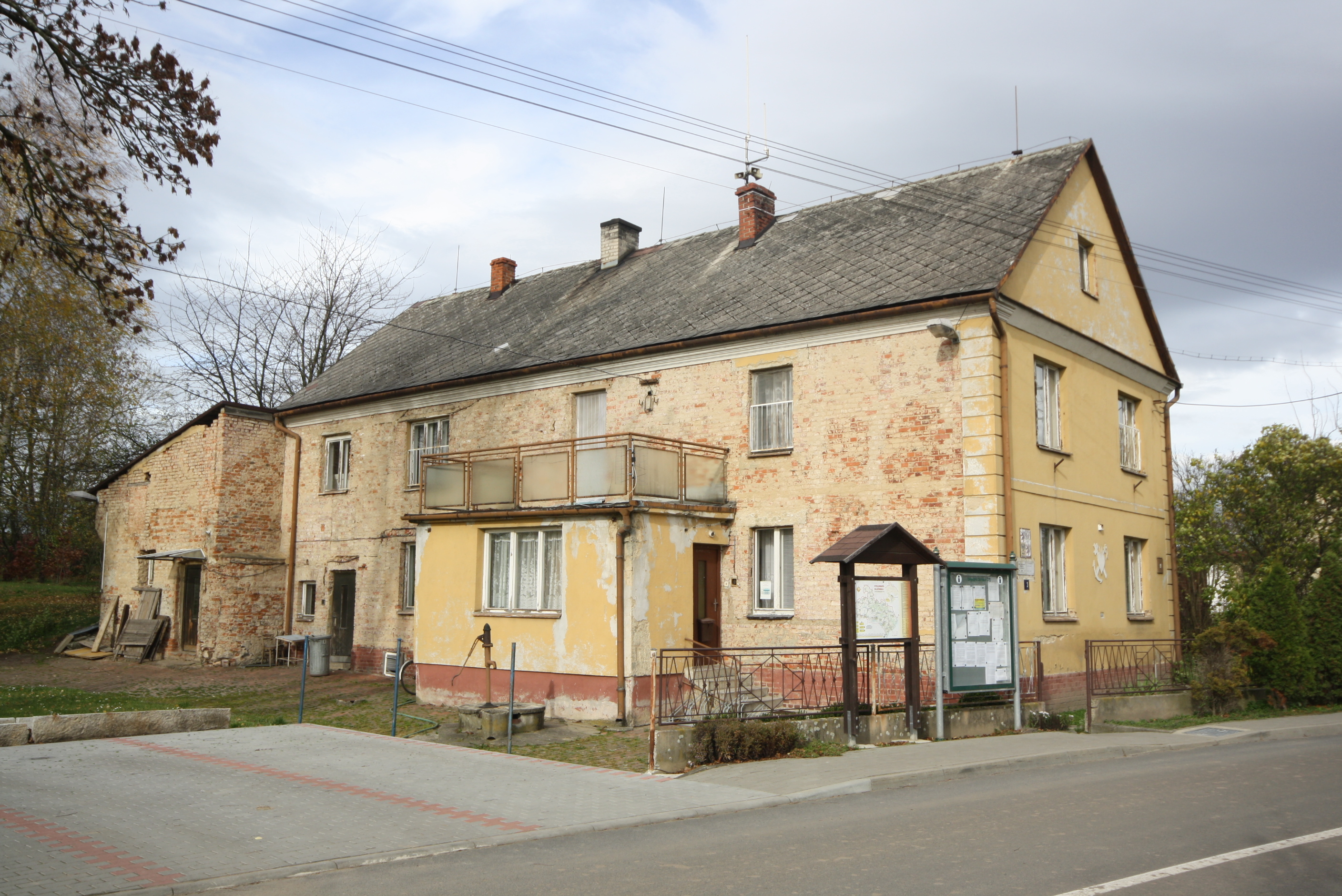
Ehemaliges Gemeindeamt

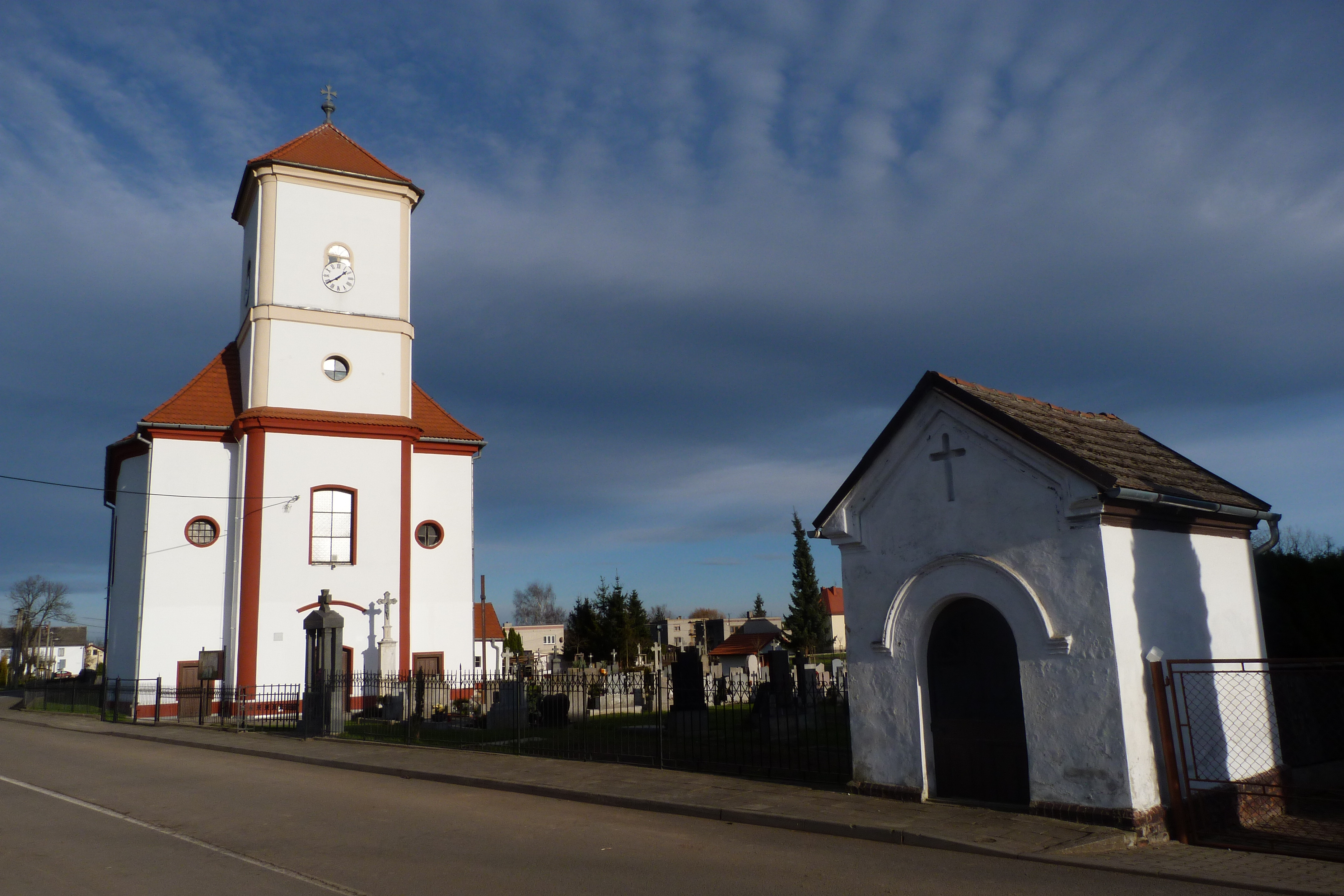
Kirche St. Georg und Kapelle

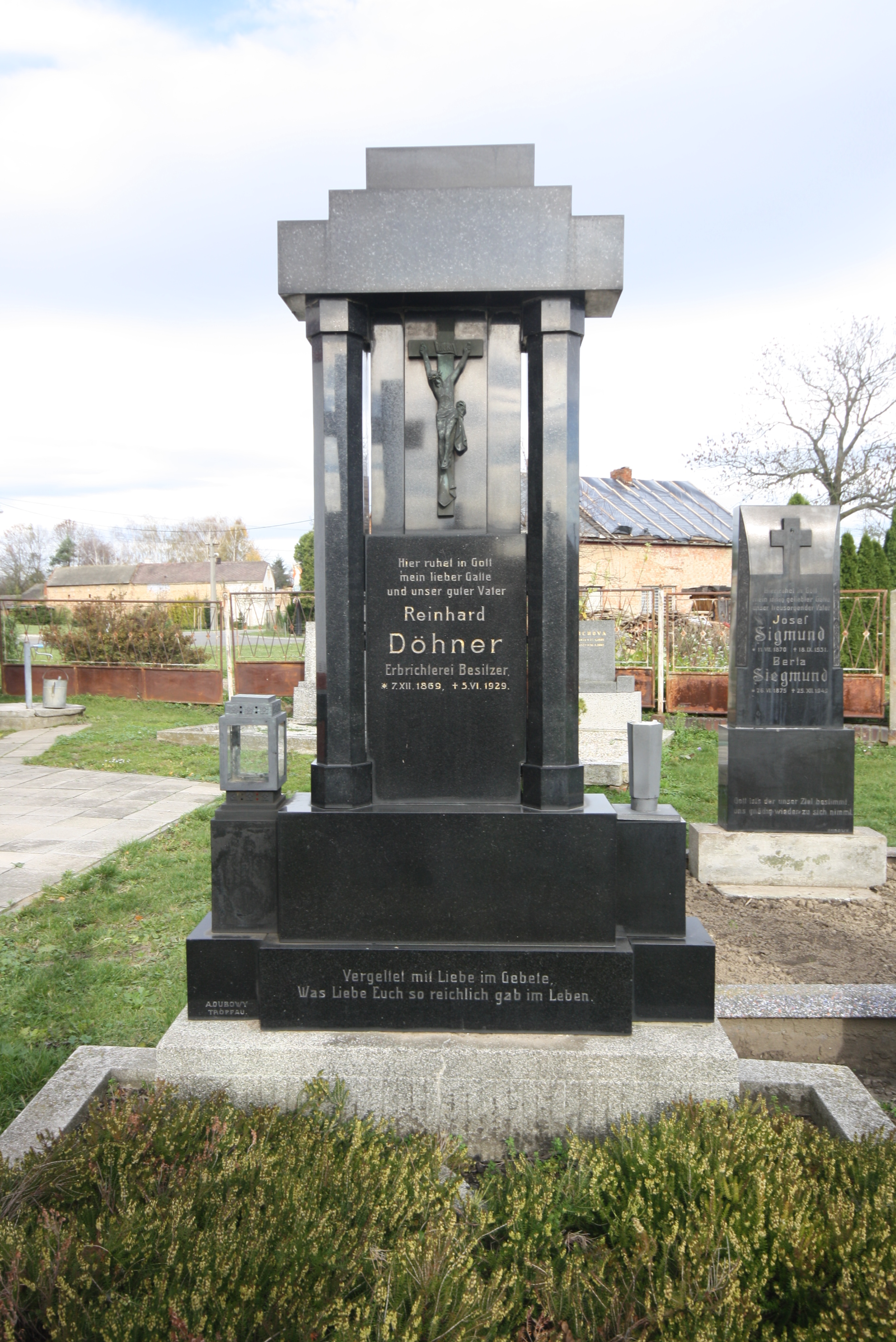
Grabmal des Erbrichters Döhner

Třebom (deutsch Thröm, polnisch Trzebom) ist eine Gemeinde in Tschechien. Der zum Okres Opava gehörige Ort liegt im äußersten Norden des Hultschiner Ländchens an der polnischen Grenze und ist nur im Südosten mit dem tschechischen Staatsgebiet verbunden.

## Geographie
Das Platzdorf Třebom liegt am Flüsschen Pština/Psczina (Widomsche bzw. Höllenbach) in der Hlučínská pahorkatina (Hultschiner Hügelland) und bildet einen ins polnische Territorium hineinragenden Zipfel. Durch den Ort führt die Staatsstraße II/467 von Sudice (Zauditz) nach Kietrz (Katscher). Südwestlich erhebt sich der Czarnodział (Schwarzeberg, 288 m n.p.m.), im Westen die Góra Cisowa (276 m n.p.m.) und nordwestlich der Wapniak (Kalkberg, 285 m n.p.m.) mit dem Naturschutzgebiet Góra Gipsowa.
Nachbarorte sind Gródczanki (Ratsch) im Norden, Cyprzanów (Janowitz), Lekartów (Lekartow) und Samborowice (Schammerwitz) im Nordosten, Wojnowice (Woinowitz) und Pietraszyn (Klein Peterwitz) im Osten, Sudice und Rohov (Rohow) im Südosten, Przysieczna (Wegen), Ściborzyce Wielkie (Steuberwitz) und Hněvošice (Schreibersdorf) im Süden, Rozumice (Rösnitz) im Südwesten, Dzierżysław (Dirschel) im Westen sowie Krotoszyn (Vorwerk Krotfeld) und Kietrz im Nordwesten.

## Geschichte
Die erste urkundliche Erwähnung von Tryboum findet sich 1349 im Troppauer Stadtbuch, als das im Herzogtum Troppau gelegene Dorf zur Leistung des Brückenkorns – einer Naturalienabgabe für die Unterhaltung der städtischen Brücken und Wege – verpflichtet wurde. Bei der Teilung des Herzogtums Troppau im Jahre 1377 war Ulrich von Pilgersdorf Besitzer des Gutes. Seit der ersten Hälfte des 15. Jahrhunderts bildete Thröm zusammen mit Ratsch eine kleine Grundherrschaft, deren Besitzer die Zemanenfamilie Bawor von Hratschein und Thröm war. Ab 1485 gehörte die Herrschaft dem Jarosch Kanka von Wrzessowitz. Zu den nachfolgenden Grundherren gehörten ab 1522 Philipp Bistritzky von Stwolowa, ab 1564 Latzek Hojer von Füllstein und ab 1567 Georg Bernhard Tworkau. Letzterer ließ 1580 in Thröm einen neuen Herrenhof errichten, zu dessen Bau die Untertanen zu Frondiensten bei der Lieferung von Holz verpflichtet wurden. Die Bewohner von Thröm klagten erfolgreich gegen diese Pflichten und beriefen sich auf von Latzek Hojer von Füllstein erteilte Befreiungen. 1582 erwarb der Hauptmann des Herzogtums Troppau, Johann von Würben auf Hultschin, die Herrschaft Thröm. Der Ort blieb im Besitz der Familie bis zum Dreißigjährigen Krieg. Auf Johanns Sohn Stefan, zu dessen Zeit Thröm aus 39 Bauern und 17 Gärtnern bestand, folgte Johann der Jüngere von Würben auf Stremplowitz aus der Freudenthaler Linie. Dessen Besitz wurde 1621 nach der Schlacht am Weißen Berg konfisziert; Thröm gelangte zusammen mit Ratsch an den Deutschritterorden. Dessen rücksichtsloses Gebaren gegenüber den Untertanen führte zu einer Rebellion, die niedergeschlagen wurde. Die Aufständischen verloren ihren Besitz und wurden aus dem Dorf vertrieben. 1699 wurden alle dem Ort durch Latzek Hojer von Füllstein gewährten Privilegien über die Frondienste, die bei jedem Besitzerwechsel zu neuen Streitigkeiten geführt hatten, aufgehoben. 1708 wurde die erste Schule eingerichtet, ein eigenes Schulhaus wurde erst im Jahre 1800 erbaut. Im Karolinischen Kataster von 1721 sind in Thröm als herrschaftlichen Besitz ein Hof, ein Teich, eine zweigängige Mühle sowie ein Kretscham mit Ausschank von 166 Achtl Bier aufgeführt. Im Jahre 1738 bestand das Dorf aus 37 Halbhüfnern, drei Vierteilhüfnern, 15 Gärtnern, einem Freigärtner, 23 Häuslern und 23 Insten.
Nach dem Ersten Schlesischen Krieg fiel Thröm 1742 wie fast ganz Schlesien an Preußen. 1743 wurde das zum (preußischen) Fürstentumsanteil Troppau gehörige Dorf dem neugebildeten Kreis Leobschütz zugeordnet. Im Jahre 1764 errichteten die Protestanten einen Betsaal. Hochmeister Karl Alexander von Lothringen überließ 1773 dem Erbrichter das Bier- und Branntweinurbar. Zwischen 1781 und 1785 entstand die katholische Pfarrkirche St. Georg. Durch das Edikt vom 30. Oktober 1810 wurden die Deutschordensgüter säkularisiert und dem preußischen Staat zugesprochen, jedoch dem Hochmeister Anton Viktor von Österreich weiterhin zum Nießbrauch überlassen. Im Zuge der Kreisreform vom 1. Januar 1818 wurde Thröm dem Kreis Ratibor zugewiesen. Im Jahre 1820 bestätigte der Hochmeister Anton Viktor dem Thröner Erbrichter das Bier- und Branntweinurbar. 1830 standen in Tröm bzw. Śtrzeboń 130 Häuser; das Dorf hatte 875 katholische Einwohner. Im Ort gab es eine Kirche, eine katholische Schule und eine Wassermühle. Es wurden zwölf Leinwebstühle betrieben. Durch ein königliches Schreiben vom 22. August 1835 wurde dem neuen Hochmeister Maximilian Joseph von Österreich-Este der Nießbrauch über die Ordensgüter weiterhin belassen. Den Thrömer Robotgärtnern, Robothäuslern und Zinshäuslern wurden die Robotverpflichtungen durch den Rezess vom 19. Juli 1839 gegen Verzicht auf die Emolumente erlassen. Im Rezess vom 26. September 1840 befreite die Gutsherrschaft die Bauerngutsbesitzer gegen Überlassung von 234 Morgen Land im Niederthrömer Feld von allen Hand- und Spanndiensten. Im Jahre 1845 bestand Thröm, auch Tröm, Strzeboń bzw. Thrzebon aus 132 Häusern. In dem Dorf mit 945 Einwohnern – darunter acht Protestanten und fünf Juden –, gab es eine katholische Kirche, eine Brennerei, eine Brauerei, ein Wirtshaus, eine Wassermühle, 25 Weber, zwei Ölschlägereien und eine katholische Schule. Thröm war Pfarrort für Ratsch und die wenigen Katholiken aus Rösnitz. Der Ort unterstand dem Fürstlich Liechtensteinschen Fürstentumsgericht zu Leobschütz sowie den Patrimonialgerichten zu Soppau. 1858 bildete sich die Weberinnung. Nach dem Tod des Hochmeisters Maximilian Joseph von Österreich-Este nahm der preußische Staat die Ordensgüter Ratsch und Thröm 1863 selbst in Besitz.
Im Jahre 1864 bestand das Kirchdorf Thröm, auch als Throemium bzw. Skrbon bezeichnet, aus 39 Bauernhöfen (einschließlich der Erbrichterei und der Mühle), zwei Halbbauern, 16 Gärtnern und 80 Häuslerstellen, die zusammen u. a. eine Fläche von 3296 Morgen gutem Ackerland, 144 Morgen Wiesenland und 79 Morgen Gärten bewirtschafteten. Der Innung gehörten zwölf Webermeister an. Im Ort gab es eine Pfarrkirche und eine zweiklassige Schule, in der 197 Kinder unterrichtet wurden. Zusammen mit Raatsch und Zauditz bildete Thröm eine deutsche Sprachinsel in diesem ansonsten mährischsprachigen Landstrich. 1869 bestand Thröm aus 163 Häusern und hatte 1018 Einwohner. Im Mai 1874 wurde aus den Landgemeinden Ratsch und Thröm sowie dem Gutsbezirk Ratsch Amtsbezirk Ratsch gebildet. Im Jahre 1900 hatte Thröm 961 Einwohner, 1910 waren es 902.
Durch den Vertrag von Versailles kam Thröm, das zusammen mit Zauditz einer der beiden  deutschsprachigen Orte des Hultschiner Ländchens war, 1920 gegen den Willen der Bevölkerung zur Tschechoslowakei und wurde Teil des Okres Hlučin. Beim Zensus von 1921 lebten in den 171 Häusern der Gemeinde Třebom/Thröm 760 Personen, darunter 723 Deutsche und neun Tschechen. Durch die entstandene Grenzlage stagnierte die weitere Entwicklung des Ortes und ein Teil der Bewohner siedelte nach Deutschland über. 1928 wurde die Gemeinde in den Okres Opava / Bezirk Troppau umgegliedert. Im Jahre 1930 lebten in den 171 Häusern von Třebom/Thröm 752 Personen. Die restriktive Minderheitenpolitik der Tschechoslowakei sorgte für Unwillen unter der Bevölkerung, der dazu führte, dass bei den Wahlen von 1935 die Sudetendeutsche Partei mit mehr als 60 % der Stimmen einen erdrutschartigen Sieg erzielte. Die Ankündigungen Hitlers auf dem Nürnberger Reichsparteitag „Großdeutschland“ wurden mit Begeisterung aufgenommen und führten im September 1938 zu einem Aufstand in Thröm, bei dem drei Angehörige des Freikorps und ein Beschäftigter der Finanzwache erschossen worden.
Nach dem Münchener Abkommen wurde Thröm am 1. Oktober 1938 vom Deutschen Reich besetzt. Die Gemeinde gehörte nunmehr zum Landkreis Hultschin, der 1939 dem Landkreis Ratibor in der preußischen Provinz Oberschlesien eingegliedert wurde. Am 17. Januar 1939 wurde der Amtsbezirk Zauditz aus den Gemeinden Köberwitz, Rohau, Thröm und Zauditz neu gebildet.
Nach dem Ende des Zweiten Weltkrieges kam Třebom an die wiedererrichtete Tschechoslowakei zurück und etwa 103 der verbliebenen Einwohner wurden nach Deutschland vertrieben. Im Jahre 1950 bestand Třebom aus 116 Häusern und hatte nur noch 367 Einwohner. Bis zu dessen Auflösung im Jahre 1960 gehörte der Ort zum Okres Hlučin und wurde dann dem Okres Opava zugewiesen. 1970 lebten in den 80 Häusern von Třebom 359 Personen. Durch den sich in der zweiten Hälfte des 20. Jahrhunderts fortsetzenden Einwohnerschwund verfielen zahlreicher Häuser. Zum 1. Juni 1975 erfolgte die Eingemeindung nach Sudice. Zum 24. November 1990 löste sich Třebom wieder von Sudice los und bildete eine eigene Gemeinde. 1991 lebten in den 82 Häusern von Třebom 213 Menschen. Beim Zensus von 2011 hatte Třebom 206 Einwohner und bestand aus 81 Wohnhäusern.

## Gemeindegliederung
Für die Gemeinde Třebom sind keine Ortsteile ausgewiesen. Das Gemeindegebiet bildet einen Katastralbezirk.

## Sehenswürdigkeiten
- Kirche St. Georg, errichtet 1781–1785
- Ehemaliges Erbgericht
- Friedhofskapelle
- Gedenkstein für die Gefallenen des Ersten Weltkrieges

## Söhne und Töchter der Gemeinde
- Gerhard Stanke (* 1945), deutscher Geistlicher